# NGC 660

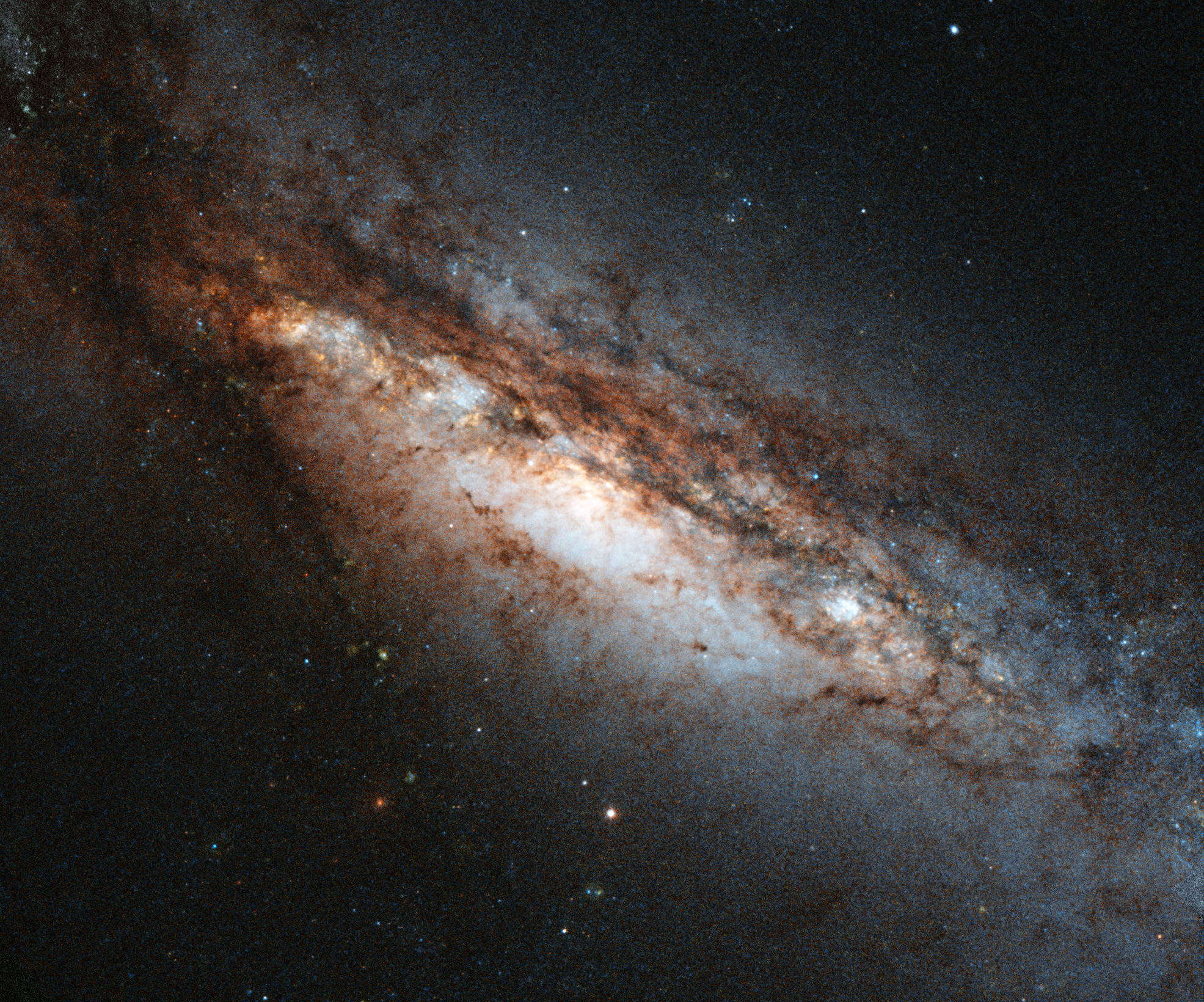
NGC 660

NGC 660

NGC 660 هي مجرة حلقية قطبية فريدة من نوعها تبعد حوالي 45 مليون سنة ضوئية من الأرض تقع في كوكبة الحوت. وهي مجرة وحيدة وصفها «مجرة محدبة متأخرة النوع». تكونت على الأرجح عندما اصطدمت مجرتان منذ مليار سنة. وقد يكون قد بدأت لأول مرة كمجرة قرص ثم استولت على مجرة عابرة. هذه المادة يمكن أن يكون بمرور الوقت تصبح «خارجية» لتشكيل حلقة دورية.
في الواقع ليست قطبية بل لديها ميل من القرص المضيف حوالي 45 درجة. يمكن أن يكون العدد المتطرف من المناطق النجمية الوردية التي تحدث على طول حلقة المجرة نتيجة لتفاعل الجاذبية الناجم عن هذا الاصطدام. تبعد حوالي 50,000 سنة ضوئية ولها كمية أكبر من الغاز وتكوين النجوم من الحلقة المضيفة. وهذا يشير على الأرجح إلى تشكيل عنيف جدا.يوجد العديد من هذه النجوم العملاق الأحمر والأزرق. وكانت أحدث النجوم التي تم إنشاؤها قبل حوالي 7 ملايين سنة. وهذا يدل على أن تشكيل هذه النجوم كانت عملية طويلة ولا تزال تحدث.
ويمكن استخراج البيانات عن هالة المادة المظلمة من NGC 660 من خلال مراقبة الآثار الجاذبية للمادة المظلمة على القرص ودورة الحلقة. من جوهر القرص يتم بث موجات الراديو. مصدر هذه الموجات يبعد 21 سنة ضوئية. وقد أشير إلى وجود مجموعة فائقة من النجوم تقع داخل منطقة سحابة من الغاز. في المركز لديها كمية هائلة من تشكيل النجوم لذلك مضيئة وتعتبر مجرة نجمية.
في أواخر عام 2012 أنتجت هذه المجرة فجوة هائلة حجمها حوالي أكثر من عشر مرات إشراقا من انفجار مستعر أعظم. والسبب غير مؤكد ولكن هذا الحدث قد يكون قد أسفر عن انبعاث من الثقب الأسود المركزي.

## وصلات خارجية
- NGC 660 على موقع ويكي سكاي: DSS2, SDSS, GALEX, IRAS, Hydrogen α, X-Ray, Astrophoto, Sky Map, Articles and images